# Wołodymyr Jermołenko
Wołodymyr Jermołenko (ukr. Володимир Анатолійович Єрмоленко, ur. 18 marca 1980 w Kijowie) – ukraiński pisarz i dziennikarz, eseista, publicysta, prozaik; doktor nauk politycznych, doktor filozofii (kandydat nauk), wykładowca akademicki, tłumacz i redaktor publikacji poświęconych filozofii i historii idei, prezes Ukraińskiego PEN Clubu , redaktor naczelny wielojęzycznego portalu UkraineWorld.org . 

## Życiorys
W 2011 obronił doktorat z nauk politycznych w École des hautes études en sciences sociales (EHESS) w Paryżu , w latach 2023–2024 był stypendystą Instytutu Studiów Zaawansowanych na Uniwersytecie Środkowoeuropejskim  w ramach Wirtualnego Ukraińskiego Instytutu Studiów Zaawansowanych (Virtual Ukraine Institute for Advanced Study, VUIAS) . 
Jest wykładowcą Akademii Kijowsko-Mohylańskiej w Kijowie .
10 listopada 2022 został wybrany na prezesa Ukraińskiego Centrum Międzynarodowego PEN Clubu . 

## Twórczość
Autor książek eseistycznych, powieści oraz monografii poświęconej twórczości Waltera Benjamina . Twórca podcastów Explaining Ukraine (po angielsku) oraz Kult:Podkast (po ukraińsku). Jego artykuły publikowały m.in. „Financial Times”, „Le Monde”, „New York Times”, „Newsweek”, „The Economist” . 

## Nagrody
Laureat ukraińskiej Nagrody za Ksiażkę Roku (2015, 2018), Nagrody im. Jurija Szewelowa (2018), Nagrody im. Myrosława Popowycza (2021), Nagrody im. Piotra Mohyły (2021) . 